# No Stress
«No Stress» (с англ. — «Нет стресса») — песня в жанре хаус, написанная в 2008 году французским электронным музыкантом Лораном Вульфом, и одноимённый сингл, выпущенный 11 апреля того же года при участии лейбла Vogue. Является заглавной композицией шестого студийного альбома Wash My World, ротацию на радио кроме неё получил также ремикс Zen @ Acoustic, расположенный на том же диске десятым. Присутствующий в песне вокал принадлежит чернокожему певцу Эрику Картеру, хотя он даже не упомянут в титрах диска. Кроме того, существует вариант с вокалом индонезийской поп-певицы Анггун.
«No Stress» приобрела чрезвычайную популярность в Европе, особенно на территории Бельгии и Франции, где занимала первые места музыкальных чартов. В сотне французского хит-парада трек продержался в течение 37-и недель, бельгийского — 32 недели. В Швейцарии песня поднялась до седьмой позиции и находилась в списке ста самых популярных композиций 72 недели.
В России в 2012 г. кавер-версию на эту песню была записана группой Jazz Dance Orchestra.

## Списки композиций
- CD single

| №  | Название    | Длительность |
| -- | ----------- | ------------ |
| 1. | «No Stress» | 3:26         |

- CD maxi

| №  | Название                          | Длительность |
| -- | --------------------------------- | ------------ |
| 1. | «No Stress» (radio edit)          | 3:22         |
| 2. | «No Stress» (Anton Wick remix)    | 7:28         |
| 3. | «No Stress» (Ortega & Gold remix) | 7:09         |
| 4. | «Columbia»                        | 5:10         |

- 12" maxi

| №  | Название                               | Длительность |
| -- | -------------------------------------- | ------------ |
| 1. | «No Stress» (original club mix)        | 6:59         |
| 2. | «No Stress» (Anton Wick remix)         | 7:28         |
| 3. | «No Stress» (Ortega & Gold remix)      | 7:09         |
| 4. | «No Stress» (Anton Wick elektra remix) | 7:08         |

- Digital download

| №  | Название                             | Длительность |
| -- | ------------------------------------ | ------------ |
| 1. | «No Stress» (Zen @ Acoustic version) | 3:26         |
| 2. | «No Stress» (radio edit)             | 3:21         |
| 3. | «No Stress» (Anton Wick remix)       | 7:29         |
| 4. | «No Stress» (Ortega & Gold remix)    | 3:08         |

## Персонал
- Авторы песни: Лоран Вульф, Джереми Хиллс, Эрик Рима
- Исполнение и продюсирование: Лоран Вульф
- Вокал: Эрик Картер, Анггун
- Студия: Wolf Project Studio
- Дизайн: csublime.com
- Издательство: ATV / Sony Music Publishing France (Catalog Darkness)

## Чарты
| Чарт (2008)                      | Наивысшая позиция |
| -------------------------------- | ----------------- |
| Belgian (Flanders) Singles Chart | 1                 |
| Belgian (Wallonia) Singles Chart | 1                 |
| Czech IFPI Chart                 | 4                 |
| Dutch Singles Chart              | 10                |
| Eurochart Hot 100                | 7                 |
| French Digital Chart             | 2                 |
| French SNEP Singles Chart        | 1                 |
| Hungarian Dance Chart            | 1                 |
| Italian FIMI Singles Chart       | 18                |
| Russian Airplay Chart            | 19                |
| Swedish Singles Chart            | 26                |
| Slovak Airplay Chart             | 43                |
| Swiss Singles Chart              | 7                 |
| Turkey Top 20 Chart              | 17                |
| Чарт (2009)                      | Наивысшая позиция |
| Danish Singles Chart             | 19                |

| Чарт (2008)                      | Позиция |
| -------------------------------- | ------- |
| Belgian (Flanders) Singles Chart | 5       |
| Belgian (Wallonia) Singles Chart | 4       |
| Dutch Singles Chart              | 81      |
| Eurochart Hot 100                | 27      |
| French Airplay Chart             | 14      |
| French Digital Chart             | 5       |
| French Singles Chart             | 5       |
| Swiss Singles Chart              | 32      |
| Чарт (2009)                      | Позиция |
| Hungarian Singles Chart          | 13      |

| Страна  | Сертификация | Дата            | Уровень продаж |
| ------- | ------------ | --------------- | -------------- |
| Бельгия | Золотой      | 26 июля 2008    | 20 000         |
| Франция | Серебряный   | 23 октября 2008 | 100 000        |